# Opzione asiatica
In finanza, un'opzione asiatica è un titolo derivato il cui valore dipende da una media nel tempo dei valori assunti dal titolo sottostante.
Le opzioni asiatiche sono particolari contratti di opzione il cui payoff dipende dalla media aritmetica dei valori assunti dal sottostante durante la vita del contratto. Il payoff è, quindi, di tipo path dependent. Le osservazioni del prezzo, teoricamente nel tempo continuo, vengono fatte in pratica in un insieme discreto di date,   {\displaystyle t<t_{1}<t_{2}<...<t_{n}<T} , dove n corrisponde al numero di osservazioni e {\displaystyle T} alla scadenza, con media aritmetica dei valori assunti dal sottostante pari a:
{\displaystyle Z_{t}={\frac {1}{n}}\sum _{k=1}^{n}S_{t_{k}}}
Per una Average Price Option di tipo europeo si avrà come payoff:
Average Price Option Call =  {\displaystyle \max } {\displaystyle (Z_{T}-K,0)}
Average Price Option Put = {\displaystyle \max } {\displaystyle (K-Z_{T},0)}) 
Mentre per una Average Strike Option di tipo europeo si avrà come payoff: 
Average Strike Option Call = {\displaystyle \max } ({\displaystyle S_{T}-Z_{t},0} )
Average Strike Option Put = {\displaystyle \max } ({\displaystyle Z_{T}-S_{T},0}) 
Anche nei modelli più semplici per l'evoluzione del sottostante non è disponibile una formula chiusa di pricing. È quindi necessario ricorrere a metodi numerici. Si possono considerare opzioni in cui la media sul sottostante è di tipo geometrico; in particolare se il periodo di osservazione coincide con {\displaystyle [t,T]} e le osservazioni sono effettuate in tempo continuo, ovvero la media è {\displaystyle Z_{T}=\int _{t}^{T}\log(S_{\tau })d\tau } allora è possibile, almeno in modelli "semplici", ottenere una soluzione in formula chiusa del prezzo di opzioni di tipo europeo.
Sono una tipologia di Opzioni Esotiche